# Huawei GR5
Huawei GR5 — смартфон середнього рівня, розроблений компанією Huawei. В Україні смартфон поступив у продаж 5 лютого 2016 року. Також в деяких країнах смартфон продавався під назвою Honor 5X.

## Дизайн
Екран смартфона виконаний зі скла. Корпус виконаний зі шліфованого алюмінію з пластиковими вставками зверху та знизу.
Знизу розміщені роз'єм microUSB, динамік та стилізований під динамік мікрофон. Зверху розташовані другий мікрофон та 3.5 мм аудіороз'єм. З лівого боку розташовані слоти під 2 SIM-картки і карту пам'яті формату microSD до 64 ГБ. З правого боку розміщені кнопки регулювання гучності та кнопка блокування смартфону. Сканер відбитків пальців знаходиться на задній панелі.
В Україні Huawei GR5 продавався в 3 кольорах: сірому, сріблястому та золотому.

## Технічні характеристики

### Платформа
Смартфон отримав процесор Qualcomm Snapdragon 616 та графічний процесор Adreno 405.

### Батарея
Батарея отримала об'єм 3000 мА·год.

### Камери
Смартфон отримав основну камеру 13 Мп, f/2.0 (ширококутний) з автофокусом та можливістю запису відео в роздільній здатності 1080p@30fps. Фронтальна камера отримала роздільність 5 Мп, світлосилу f/2.4 (ширококутний) та здатність запису відео у роздільній здатності 1080p@30fps.

### Екран
Екран IPS LCD, 5.5", FullHD (1920 x 1080) зі щільністю пікселів 401 ppi та співвідношенням сторін 16:9.

### Звук
Смартфон отримав стерео динаміки. Роль другого динаміка виконує розмовний.

### Пам'ять
Смартфон продавався в комплектаціях 2/16 та 3/32 ГБ. В Україні смартфон продавався тільки в версії 2/16 ГБ.

### Програмне забезпечення
Смартфон був випущений на EMUI 3.1 на базі Android 5.1.1 Lollipop. Був оновлений до EMUI 4 на базі Android 6.0.1 Marshmallow.

## Рецензції
Оглядач з інформаційного порталу ITC.ua поставив Huawei GR5 4.5 бали з 5. До мінусів він відніс неможливість ввімкнення меню програм і відсортувати встановлены програми по алфавіту та продуктивність. До плюсів оглядач відніс окремі слоти під 2 SIM-картки і карту пам'яті, сканер відбитків пальців, металевий корпус, приємний дизайн та функціональну оболонку EMUI. У висновку він сказав, що смартфон вийшов збалансованим з багатьма функціями завдяки оболонці, а головним мінусом він назвав продуктивність, що в порівнянні з іншими китайськими виробниками за таку ціну менша.

## Галерея

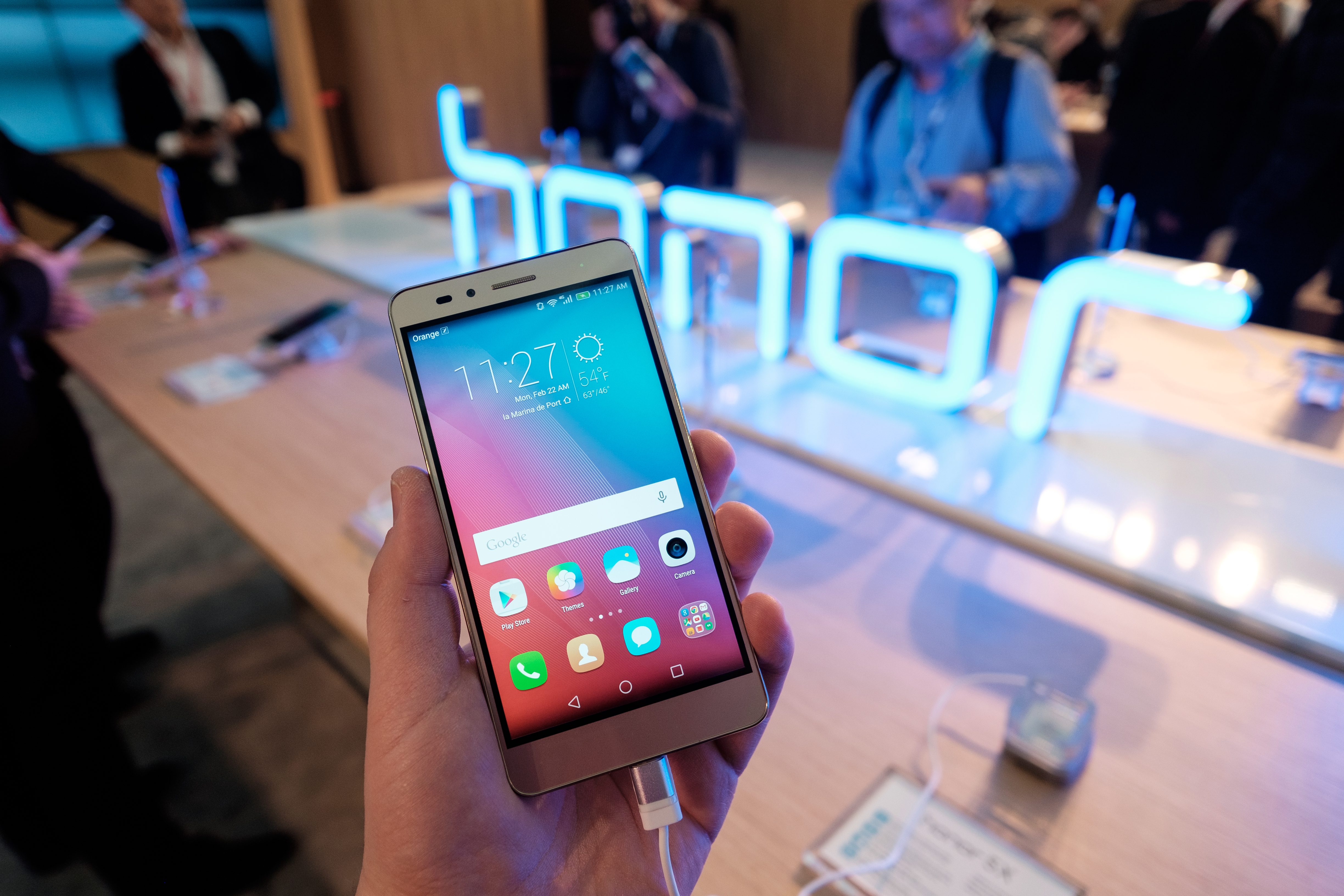
Передня частина Honor 5X у золотому кольорі
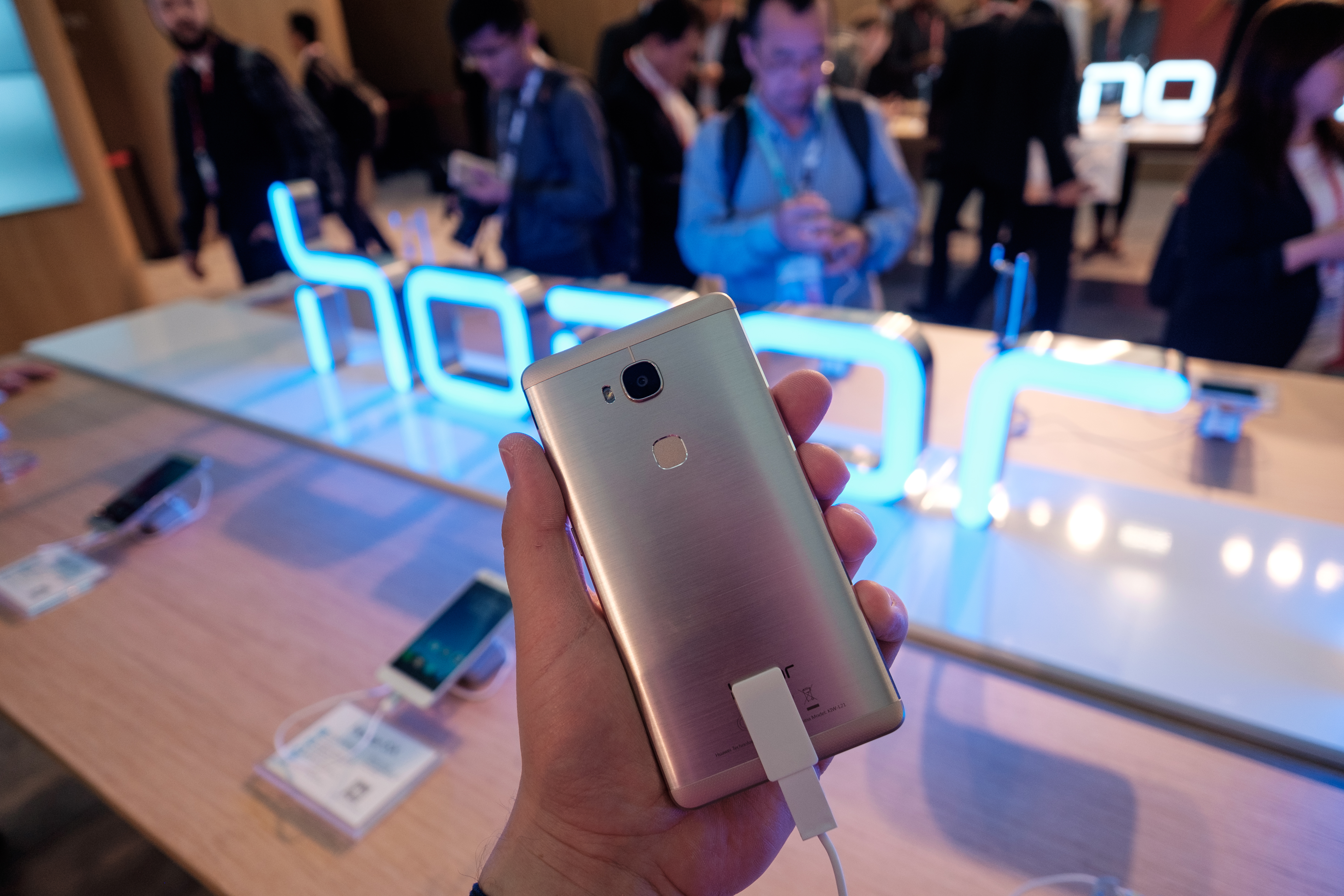
Задня частина Honor 5X у золотому кольорі
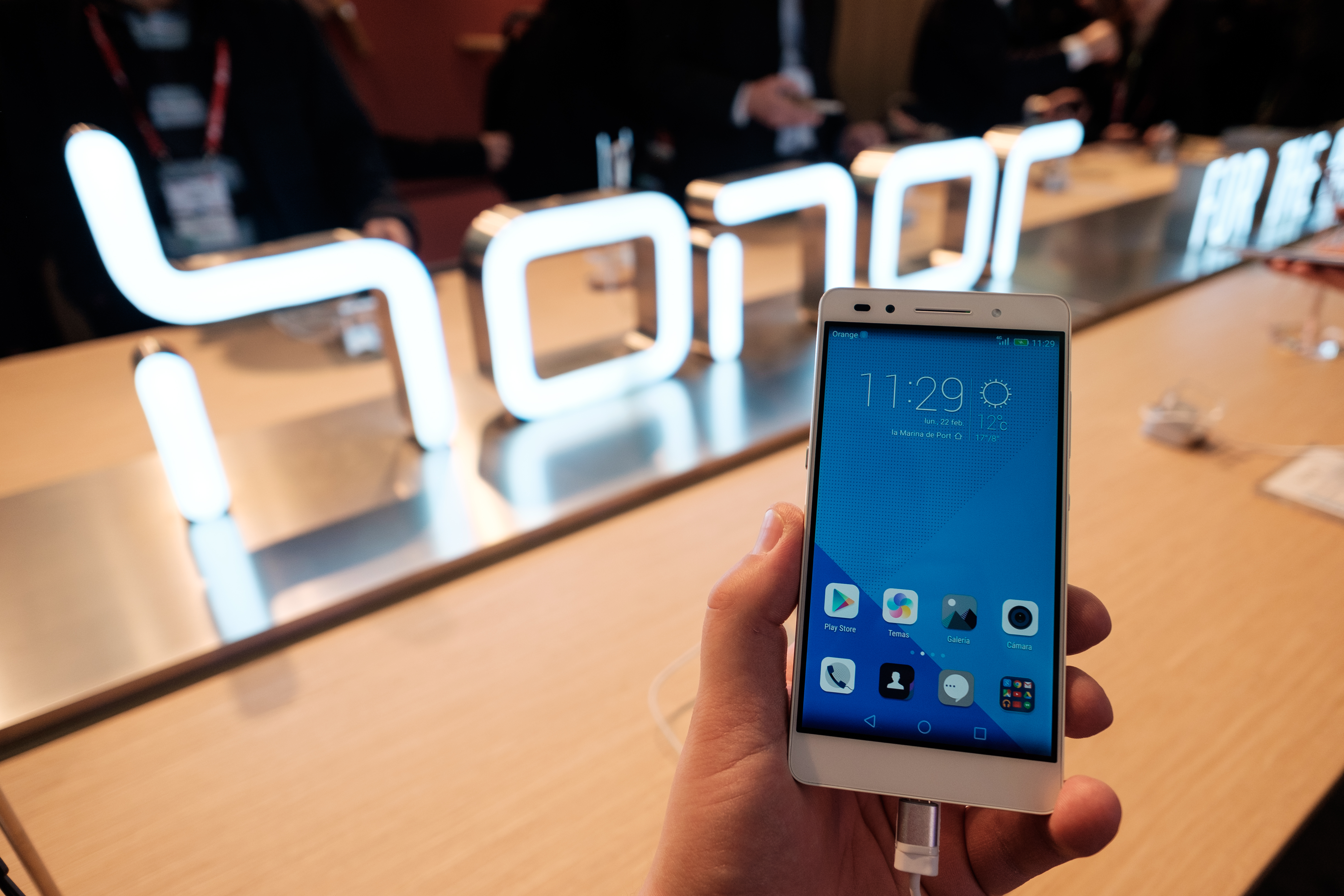
Передня частина Honor 5X у сріблястому кольорі